# Okres Lesko
Okres Lesko (polsky Powiat leski) je okres v polském Podkarpatském vojvodství u hranic se Slovenskem. Rozlohu má 834,94 km² a v roce 2019 zde žilo 26 441 obyvatel. Sídlem správy okresu je město Lesko.

## Gminy
Městsko-vesnická:
- Lesko

Vesnické:
- Baligród
- Cisna
- Olszanica
- Solina

## Město
- Lesko

## Sousední okresy
| Růžice kompasu |       | Przemyśl    |            | Růžice kompasu |
| Růžice kompasu | Sanok | Sever       | Bieszczady | Růžice kompasu |
| Růžice kompasu | Sanok | Okres Lesko | Bieszczady | Růžice kompasu |
| Růžice kompasu | Sanok | Jih         | Bieszczady | Růžice kompasu |
| Růžice kompasu |       |             |            | Růžice kompasu |